# 로라 켈리
로라 켈리(Laura Jeanne Kelly, 1950년 1월 24일, 뉴욕주 뉴욕 ~ )는 미국의 정치인이다.

## 학력
- 브래들리 대학교 물리학과 이학사
- 인디애나 대학교 블루밍턴 레크레이션 치료학과 과학 석사

## 경력
- 2005.01 ~ 2019.01 제74·75·76·77·78·79·80대 캔자스주 제18선거구 상원의원
- 2019.01 ~ 2027.01 제48대 캔자스주 주지사

## 가족 관계
- 배우자: 테드 도히티 (1979 ~ )

## 역대 선거 결과
| 선거명      | 직책명                   | 대수 | 정당   | 득표율 | 득표수    | 결과 | 당락               |
| ----------- | ------------------------ | ---- | ------ | ------ | --------- | ---- | ------------------ |
| 2004년 선거 | 상원의원 (캔자스 제18부) | 74대 | 민주당 | 50.16% | 15,388표  | 1위  | 캔자스 주의원 당선 |
| 2008년 선거 | 상원의원 (캔자스 제18부) | 76대 | 민주당 | 58.15% | 18,009표  | 1위  | 캔자스 주의원 당선 |
| 2012년 선거 | 상원의원 (캔자스 제18부) | 78대 | 민주당 | 51.71% | 14,813표  | 1위  | 캔자스 주의원 당선 |
| 2016년 선거 | 상원의원 (캔자스 제18부) | 80대 | 민주당 | 51.60% | 15,007표  | 1위  | 캔자스 주의원 당선 |
| 2018년 선거 | 캔자스 주지사            | 48대 | 민주당 | 48.01% | 506,727표 | 1위  | 캔자스 주지사 당선 |
| 2022년 선거 | 캔자스 주지사            | 48대 | 민주당 | 49.54% | 499,849표 | 1위  | 캔자스 주지사 당선 |

## 참고 자료
- 공식블로그
- 유튜브
- 로라 켈리 - X
- 로라 켈리 - 페이스북
- 로라 켈리 - 인스타그램